# Хакер
Хакер у рачунарству је особа са напредним информатичким знањем, које користи да на неуобичајен начин продре у рачунарски систем ради остварења сопствених циљева. Појавом кућних и личних рачунара, појам се све више везује за особе које модификују програме, нелегално улазе у туђе сигурносне и личне оперативне системе и користе туђе информације. 
Уколико се баве легалним активностима, хакери могу допринети већој безбедности и поузданости рачунарских система (етички хакери).
Уколико се бави активностима које се састоје од нелегалног улаза у туђе системе, краковањем (разбијањем заштитног кода) и потоњом злоупотребом називају се кракери.